# Avenida de Lenin
La avenida de Lenin o Léninski Prospekt (en ruso: Ле́нинский проспе́кт) es una de las principales arterias de la ciudad de Moscú. Debe su nombre al político y revolucionario ruso Vladímir Ilich Lenin.
Comienza en el boulevard Yakimanka, y toma el nombre de Léninski Prospekt luego de pasar por el boulevard circular de Krymski, a la altura de la estación de metro Oktiábrskaya-Koltsevaya. Continúa en línea recta, por casi 13 kilómetros, hasta llegar a la intersección con el anillo periférico de Moscú (MKAD), donde pasa a llamarse carretera M3. Atraviesa la plaza Yuri Gagarin a la altura de la estación de metro Léninski Prospekt. 
Su ancho varía de 108 a 120 metros, siendo la segunda calle más ancha de la ciudad, luego de la Avenida de Leningrado. Es la única arteria radial en cambiar su nombre varias veces durante su recorrido. Ha sido durante mucho tiempo la calle más larga de la capital rusa, pero en 1985, después de la inclusión del distrito de Bútovo a Moscú, perdió este estado en favor de la carretera Varshávskoye Shossé. Se encuentra rodeada de grandes hoteles, instituciones culturales y científicas, como la Academia de Ciencias de Rusia, y los grandes almacenes.